# Evstignej Ipat'evič Fomin
Evstignej Ipat'evič Fomin in russo Евстигне́й Ипа́тьевич Фоми́н? (San Pietroburgo, 16 agosto 1761 – San Pietroburgo, 27 aprile 1800) è stato un compositore russo di opere del XVIII secolo.

## Biografia
Nacque a San Pietroburgo nella famiglia di un soldato di artiglieria del reggimento di fanteria di Tobolsk. Suo padre morì quando aveva 6 anni e venne cresciuto dal patrigno, I. Fedotov, anch'egli un militare, che lo portò all'Accademia di belle arti di San Pietroburgo il 21 aprile 1767, dove Fomin studiò architettura. Iniziò a studiare il clavicembalo, nel 1776, con Matteo Bumi. Dal 1777 studiò teoria e composizione con Hermann Raupach e dal 1779 con Blasius Sartori.
Nel 1782 si recò a Bologna per studiare con padre Giovanni Battista Martini e con Stanislao Mattei; tre anni dopo venne ammesso all'Accademia filarmonica. Tornato a San Pietroburgo, nel 1785, insegnò alla scuola di teatro e compose esclusivamente opere liriche. Dal 1797 fu al teatro imperiale sotto Paolo I e compose circa 30 opere tra cui Il cocchiere alla stazione di collegamento (1787), Serate (1788), Orfeo ed Euridice (1792), Americani (un'opera comica) (1800) e La mela d'oro (eseguita dopo la sua morte nel 1803). Il suo maggior successo, per decenni, fu Orfeo ed Euridice su libretto di Jakov Knjažnin, che fu rimessa in scena in epoca sovietica nel 1947 a Mosca, e nel 1953 e nel 1961 a Leningrado.
L'attribuzione a Fomin della famosa opera in un atto Anjuta, su libretto di Michail Popov, è incerta. Inoltre, a Fomin è stata attribuita un'altra opera russa di successo: Il mugnaio che era un mago, un imbroglione ed un sensale di matrimoni, Mosca, 1779), su un argomento che assomiglia a L'indovino del villaggio di Jean-Jacques Rousseau: è possibile che questa fosse la sua revisione della musica composta dal violinista Michail Sokolovskij.

## Opere
- L'eroe di Novgorod Boeslaevič (Новгородский богатырь Боеслаевич, opera-ballet, libretto dell'imperatrice Caterina II, 12 dicembre 1786, San Pietroburgo)
- Il cocchiere alla stazione di collegamento (Ямщики на подставе 13 gennaio 1787, San Pietroburgo)
- Serate (Вечеринки или гадай, гадай девица, 1788, San Pietroburgo)
- Il mugnaio che era un mago, un imbroglione ed un sensale di matrimoni (Колдун, ворожея и сваха, 1789, San Pietroburgo)
- Orfeo ed Euridice (Орфей и Эвридика, melodramma, libretto di Jakov Knjažnin, 13 gennaio 1792 San Pietroburgo)
- Americani (Американцы, opera comica, 19 febbraio 1800, San Pietroburgo)
- Clorida e Milone (Клорида и Милон, 18 novembre 1800 San Pietroburgo)
- La mela d'oro (Золотое яблоко, 27 aprile 1803, San Pietroburgo)
- Jaropolk e Oleg (Ярополк и Олег, coro da una tragedia di Vladislav Ozerov, 1798)

## Discografia
- Orfeo ed Euridice European Festival Orchestra, direttore William Keitel, 20 luglio 2004, 1CD, Arte Nova Records
- Orfeo ed Euridice, eseguita da Marija Šorstova, Aleksej Ivaščenko et al., The Horn Orchestra of Russia, Pratum Integrum Orchestra, dir. Pavel Serbin, 2008, Mosca, Essential Music
- Americani, diretta da Vladimir Andropov, orchestra da camera del teatro Bol'šoj, 1988
- Il cocchiere alla stazione di collegamento, diretta da Nikolaj Anosov, 1947, nastri in All-Union Radio Archive. ~ primo prima esecuzione dopo la prima.
- Il cocchiere alla stazione di collegamento, diretta da Vladimir Černušenko, orchestra dell'Opera del conservatorio di Stato di Leningrado, 1982